# Alexandre Sergueïevitch Davydov
Pour les articles homonymes, voir Davydov.
Alexandre Sergueïevitch Davydov (26 décembre 1912 à Eupatoria, Empire russe - 19 février 1993 à Kiev, Ukraine) est un physicien ukraino-soviétique. Il est principalement connu pour ses travaux théoriques en physique du solide, optique, en mécanique quantique et plus tard en biophysique.

## Parcours
Alexandre Davydov est diplômé de l'université d'État de Moscou en 1939. Durant la Seconde Guerre mondiale, il travaille dans une usine de construction d'avions à Oufa. De 1945 à 1953, il travaille à l'Institut de physique de l'académie nationale des sciences d'URSS (en) à Kiev. De 1953 à 1956, il est chef du département de physique et génie électrique à la centrale nucléaire d'Obninsk. De 1954 à 1964, il est aussi professeur et chef de département à l'université de Moscou. De 1964 à 1966, il retourne à l'Institut de physique de l'académie nationale des sciences d'URSS où il est chef de département, puis en 1966 il devient chef de département à l'institut Bogoliubov (uk), institut de physique théorique de l'académie des sciences d'Ukraine, dont il prendra la tête de 1973 à 1988 (restant directeur honoraire par la suite).

## Travaux
Dans les années 1940, il étudie, indépendamment de William Rarita et Julian Schwinger (avec l'équation de Rarita-Schwinger), une équation d'onde pour les particules de spin 3/2.
En 1948, il décrit pour la première fois le concept d'exciton dans les cristaux moléculaires à structure complexe, ainsi que leur rôle clé dans les phénomènes d'absorption de la lumière et de photoconductivité. Il démontra ainsi que même une petite interaction moléculaire peut altérer le spectre énergétique du cristal réel, et mener à une séparation de la lumière (séparation de Davydov). En 1951, il introduit le concept de déformation des excitons. Il étudie l'absorption de la lumière par les impuretés des cristaux, et développe la théorie sur le phénomène en 1952. En 1958, il développe avec G.F. Filipov un modèle sur l'excitation rotative des noyaux déformés (modèle Davydov-Filipov des noyaux non axiaux). Ces travaux théoriques lui vaudront (avec d'autres) le prix Lénine en 1966, et le prix d'État de l'URSS en 1969.
Il s'intéresse par la suite à la biophysique. Il donne son nom à la stimulation des solitons dans les molécules (soliton de Davydov), concept initialement utilisé pour expliquer le fonctionnement des muscles.
Dans les années 1980, il développe une théorie fondée sur les solitons sur des supraconducteurs à haute température.
Alexandre Davydov est également connu pour son manuel de mécanique quantique.
Alexandre Davydov a donné son nom à une récompense, le prix Alexandre Davydov, décerné par l'Académie nationale des sciences d'Ukraine pour des travaux en physique théorique.

## Publications
- Mécanique quantique (russe, Nauka, Moskou 1963, 2e édition en 1973, anglais traduction Pergamon Press 1965, allemand 1967, 5e édition en 1978, Berlin, VEB, et aussi en japonais, polonais et tchèque)
- (ru) Théorie de l'absorption de la lumière à travers des cristaux moléculaires, Kiev 1951
- (en) Theory of Molecular Excitons, McGraw-Hill 1962, Plenum Press 1971 (russe 1968)
- Théorie des noyaux atomiques, Nauka, Moskau 1958 (russe)
- Théorie des solides, Nauka, Moskau 1980 (russe, aussi en français et en espagnol)
- (en) Solitons in Molecular Systems, Reidel 1985, 1991 (russe 1984)
- (en) Biology and Quantum Mechanics, Pergamon Press 1982
- Soliton en bioénergétique, Kiev 1986 (russe)
- La Supraconductivité à haute température, Kiev 1990 (russe)